# 胡志偉 (1962年)
胡志偉，MH（1962年10月18日—），在香港出生，籍貫廣東潮安，曾任黃大仙區議會瓊富選區議員、香港九龍東選區香港立法會議員、民主派會議召集人。香港民主黨主席（2016－2020），暱稱為「胡主席」。

## 簡歷
在香港土生土長的胡志偉，出身於草根階層，曾在皇仁書院就讀，同窗包括前任律政司司長黃仁龍。1981年中學會考後，胡志偉便投身於社會工作。1985年，他決定重拾書本，前往澳門就讀大學，修讀副學士學位，並於1987年負笈美國威斯康辛大學密爾沃基分校繼續學業，主修經濟，副修數學。1991年，完成碩士課程後，他放棄原本計劃修讀的博士課程，返回香港，擔任香港立法局議員林鉅成的議員助理。—
1994年首次投身於選舉，在黃大仙上邨參選區議會但落敗，後來於1995年當選市政局議員。1999年在黃大仙瓊富選區參選區議員並當選晉身區議會，2003年香港區議會選舉以4,480票連任，所得票數為全港第二，僅次於葵芳選區的梁耀忠，2007年香港區議會選舉以4,370票連任，所得票數為全港最高，傳媒稱之為當屆「票王」。2011年香港區議會選舉以4,300票連任。2015年香港區議會選舉，胡志偉再以3,907票第四度連任黃大仙區區議員，惟於2019年放棄連任並交棒予前民協成員莫嘉嫻。
1998年香港立法會選舉，循體育、演藝、文化及出版界功能界別出選落敗。2000年立法會選舉參與九龍東地區直選，排在以司徒華、李華明為首的民主黨參選名單第三位；2004年司徒華宣佈不再參選，胡志偉排在民主黨參選名單第二位，再次夥拍李華明出選九龍東，但未能當選。2008年以民主黨名義，在九龍東以個人名單參選，同樣未能當選。
2011年，胡志偉於香港城市大學完成仲裁及爭議解決學課程，取得深造文憑。
2012年香港立法會選舉，代表民主黨於九龍東選區勝出，取得接近4.4萬票，接替放棄連任的李華明一席。
2016年香港立法會選舉，再度代表民主黨出選九龍東選區，最後取得該區票數排名第二的50,309票，成功連任。同年12月民主黨領導層改選，胡志偉以92%信任票接替劉慧卿，當選為民主黨新主席。
2019年6月8日，胡志偉于九龍發起反修例單車行，期間廣播批評特首林鄭月娥強行修例，呼籲市民參加6月9日民間人權陣線發起的反修例大遊行。
2021年1月6日因初選案被捕。胡志偉的父親在2021年4月中逝世，他申請短暫外出奔喪，惟懲教署拒絕有關申請。5月7日，國安法指定法官杜麗冰批准胡可短暫獲准保釋，前往奔喪。
2021年10月16日，因2020年71遊行案被判監10個月。
2021年3月 - 2023年1月，是其中31位認罪被告之一。
2024年2月底，胡志偉的母親逝世，後於2024年3月26日在鑽石山殯儀館設靈，仍在還押的胡志偉獲准於當天下午約2時50分至約3時15分保釋外出奔喪，歷時約25分鐘。
2024年7月8日，法庭續處理(47人案)九龍東參選人的求情。代表律師就量刑標準陳詞, 建議法庭如採用國安法刑罰三級制, 胡志偉為中間級別的「積極參加者」。前高官求情信為胡志偉提供支持。
2024年11月19日，被判囚4年3個月（因認罪已獲扣減三分一刑期，因過往公職及對法律無知亦獲分別扣減兩個月及三個月刑期）。他曾有兩項控罪紀錄，但事件性質不同，不能再就此扣減刑期。

## 公職
- 立法會議員（2012年10月1日-2020年11月12日）
- 黃大仙區議員（2000年-2019年）
- 市政局議員（1995-1999年）
- 中央政策組非全職顧問（2009年）
- 氣體安全諮詢委員會委員（2009-2011年）
- 大嶼山發展諮詢委員會委員（2014-）
- 市區重建局非執行董事（2014-2020年）

## 社會服務
- 藝穗會董事（1997年-）
- 富山居民協會主席
- 分區委員會
- 黃大仙上邨及鳳凰新村老人服務中心督導主任

## 言論及爭議事件

### 大和解論
2017年4月17日胡志偉對記者表示，希望候任行政長官林鄭月娥運用《香港特別行政區基本法》第48條的權力，特赦雨傘運動中所有被檢控的人士，包括所有參與者以及七警、朱經緯等；建議香港政府成立獨立調查委員會，就“雨傘運動”事件的本質作詳細分析及背景研究並深切檢討，避免往後施政時重複犯錯，通過“政治手段解決政治問題”，以修補社會撕裂。該言論在香港社會引發巨大反響，建制派和泛民主派人士均反駁了胡志偉的言論。 民建聯主席李慧琼認為認為特赦會損害法治精神；經民聯主席盧偉國認為特赦的做法雖然可以舒緩社會撕裂氣氛，令社會和諧，但會違反香港秉持的法治精神；而田北辰認為胡志偉的建議是“把玩政治”，會“教壞下一代”。泛民方面，部分民主黨黨員告訴記者胡在向傳媒提出建議前並未知會民主黨立法會黨團，批評其說法把立場當成貨幣交易，破壞民主運動和法治原則；民主黨中央委員許智峯認為社會撕裂的源頭並不是佔中，而是民間對政府的不信任，大和解與法治理念背道而馳；香港眾志主席羅冠聰認為該建議不實際，在政府落實政改之前便做出和解是不負責任，而特赦違法的警察可能會造成更大的撕裂。4月18日胡志偉表示正式收回有關言論，並對特赦論表示深切道歉，承認發表有關言論前未經黨內深思熟慮討論，亦未有與其他民主派政黨交換意見。

### 林子健懷疑被擄事件
2017年8月11日，民主黨召開緊急記者會，講述黨員林子健於8月10日懷疑被強力部門擄走禁錮，林卓廷、何俊仁、李柱銘及李永達等人高調參與記者會，協助及發佈黨友林子健了聲稱被擄事件，胡志偉並無出席。次日，胡志偉在香港電台促請警方盡快查明林子健事件。8月14日，《傳真社》發放及公開旺角砵蘭街商戶的閉路電視片段，發現林子健的講法矛盾，及後，林子健於深夜因涉嫌誤導警務人員被拘捕。在8月15日中午12時半，民主黨再次召開記者招待會，惟只有胡志偉一人會見傳媒，林卓廷、何俊仁、李柱銘及李永達等人並無出現，胡指由於事件正在調查，故民主黨暫不宜作進一步評論，亦拒絕就事件道歉。

### 逃犯條例答問會辱罵特首
2019年5月10日，胡志偉在立法會行政長官指控特首林鄭月娥強推《逃犯條例》修訂草案，對香港的破壞「超過（前特首）董建華、勁過梁振英」，又直指林鄭「唔好講大話（不要說謊）」，終被立法會主席梁君彥逐出會議廳。胡志偉離開會議廳時不斷高呼「林鄭月娥下台」，更大罵林鄭「你唔死都冇用呀八婆！」。

### 反對加設投票「關愛隊」爭議
2020年6月17日，胡志偉接受採訪時，對政制及内地事务局局长曾国卫加设「关爱队」，让长者、孕妇及残疾人士等有特别需要的选民优先投票的建議表示反對，他擔心，有关做法会令票站秩序管理上有更多争拗，引起混乱，認為因應不同的時段和情況作出相應安排才務實和合理，市民會理解有需要人士，關愛他們。對此，建制派立法会议员麦美娟對胡志偉的說法表示不認同，認為「关爱队」是公平做法，指平日乘搭公共交通工具，市民都会让座予有需要人士，反问「忍心他们要等2小时才能投票」，她批评是政治凌架基本价值观。

### 47人案求情 - 胡志偉一方稱民主黨不贊成「攬炒」、無差別否決
大律師郭子丰代表胡志偉作求情陳述，建議法庭將胡志偉視為「積極參與者」，刑期應介乎3年至10年之間，並爭取在該範圍內的較低刑期。郭子丰指出，沒有證據顯示胡志偉參與計劃，他只是響應「35+行動」，包括支持和參與初選以及遞交提名表格等行動。郭子丰強調，民主黨一向不支持「攬炒」策略，亦不贊成無差別否決財政預算案，並在選舉論壇中質疑若預算案涉及興建醫院和學校等是否應被否決。

##### 前高官求情信為胡志偉提供支持
胡志偉提交了包括其本人及多名前高官撰寫的求情信，如前運輸及房屋局局長張炳良、前運輸及房屋局副局長邱誠武以及前勞工及福利局局長羅致光等。他們指出，雖然胡志偉與政府意見不一，但始終保持理性和尊重的態度，並形容胡志偉為人溫和。郭子丰補充，政府在2006年曾頒授胡志偉榮譽勳章，以表彰其對黃大仙區的服務，並委任他為中央政策組非全職顧問，足以證明政府對胡的信任。郭子丰形容無差別否決財政預算案的行為與胡志偉的品格並不相符。

##### 胡志偉並非激進政客 | 民主黨並無最終決定權
郭子丰進一步提到，民主黨立法會議員在投票取態上並無最終決定權，因黨員需根據黨章召開會議討論，若未獲授權，議員無法投下否決票，否則必須先退黨。郭子丰表示，這構成胡志偉否決財政預算案的一個「額外障礙」，增加了謀劃的不確定性，也令成功機會極低。他還指出，胡志偉並非激進政客，真誠相信其手段合法。然而，法官李運騰指出，胡志偉選擇認罪，即承認其行為具有顛覆意圖，採用合法手段以達成非法目標同樣屬於違法。郭子丰希望法庭接納胡志偉是基於錯誤的信念而犯案。

##### 法官關注量刑及品格考量
郭子丰陳詞時建議法庭以「整體性原則」（totality）量刑，並呈交胡志偉的刑事紀錄，顯示其此前在兩宗案件中被定罪。法官陳慶偉指出，胡志偉的良好品格已在前兩宗案件中被考慮，不應再以此作「雙重扣減」。郭子丰表示理解，但希望藉此展示胡志偉的為人。法官陳仲衡進一步指出，張炳良曾在胡志偉的上一宗案件中撰寫求情信，郭子丰確認此點，並解釋兩封求情信針對不同情境，並非籠統內容。法官再次強調，良好品格因素已在前案中被考慮，郭子丰亦予以確認。

##### 胡志偉以沉寂多時的社交媒體在判刑後再度發文
「約定再見 好好呼吸」為題，向街坊、好友表示「不用擔心，志偉的身體和精神都好好」，稱料 2026 年夏天出獄，又為胡召集筆友。

## 外部連結
- 胡志偉的Facebook專頁
- 胡志偉的Instagram帳戶
- 胡志偉社區博客 （页面存档备份，存于）

| 議會席位      | 議會席位                                                 | 議會席位      |
| ------------- | -------------------------------------------------------- | ------------- |
| 前任： 陳秋帆 | 黃大仙區議會 瓊富選區區議員 2000年1月1日－2019年12月31日 | 繼任： 莫嘉嫻 |
| 政黨職務      |                                                          |               |
| 前任： 劉慧卿 | 民主黨主席 2016年12月4日 - 2020年12月6日                 | 繼任： 羅健熙 |